# Bangladesh International 2018
Die Bangladesh International 2018 im Badminton fanden vom 11. bis zum 16. Dezember 2018 in Dhaka statt.

## Sieger und Platzierte
| Disziplin    | Gold                                      | Silber                         | Bronze                              |
| ------------ | ----------------------------------------- | ------------------------------ | ----------------------------------- |
| Herreneinzel | Soo Teck Zhi                              | Phạm Cao Cường                 | Ikhsan Leonardo Imanuel Rumbay      |
| Herreneinzel | Soo Teck Zhi                              | Phạm Cao Cường                 | Zulhelmi Zulkiffli                  |
| Dameneinzel  | Nguyễn Thùy Linh                          | Putri Kusuma Wardani           | Mugdha Agrey                        |
| Dameneinzel  | Nguyễn Thùy Linh                          | Putri Kusuma Wardani           | Yasnita Enggira Setiawan            |
| Herrendoppel | Leo Rolly Carnando Daniel Marthin         | Supak Jomkoh Wachirawit Sothon | Tarun Kona Lim Khim Wah             |
| Herrendoppel | Leo Rolly Carnando Daniel Marthin         | Supak Jomkoh Wachirawit Sothon | Mohanraj Elumalai Velavan Vasudevan |
| Damendoppel  | Vivian Hoo Kah Mun Yap Cheng Wen          | Aparna Balan Sruthi Kurien     | Shapla Akhter Alina Sultana         |
| Damendoppel  | Vivian Hoo Kah Mun Yap Cheng Wen          | Aparna Balan Sruthi Kurien     | Nita Violina Marwah Putri Syaikah   |
| Mixed        | Leo Rolly Carnando Indah Cahya Sari Jamil | Hoo Pang Ron Cheah Yee See     | Supak Jomkoh Supissara Paewsampran  |
| Mixed        | Leo Rolly Carnando Indah Cahya Sari Jamil | Hoo Pang Ron Cheah Yee See     | Venkat Gaurav Prasad Juhi Dewangan  |